# Flamman
Flamman (En español La Llama), conocido anteriormente como Norrskensflamman (En español La Llama de la Aurora Boreal), es un periódico semanario de ideología socialista sueco.

## Historia y perfil
Flamman fue fundado en 1906 por trabajadores de Malmfälten,siendo el periódico regional del Partido Socialdemócrata Sueco. La circulación del periódico alcanzó su punto máximo en la década de 1920, llegando a tener 11,000 ejemplares diarios.
Después de la división del Partido Socialdemócrata Sueco en 1917, el periódico se convirtió en un órgano regional del Partido de Izquierda Sueco (SSV) en la provincia de Norbotnia, y más tarde del Partido Comunista Sueco (SKP). Tras la división del Partido Comunista en 1977, el periódico se convirtió en el vocero del Partido Comunista de Suecia (APK). En 1989 pasó de ser un diario a un periódico semanario. En 1990, el periódico rompió sus relaciones con APK y se volvió independiente.
El periódico se llamaba originalmente Norrskensflamman, antes de cambiar oficialmente de nombre a Flamman en 1998.
Flamman tiene su sede en Estocolmo, uno de sus editores más relevantes es Emil Persson y el actual editor Leonidas Aretakis fue nombrado en 2021.

## Incendio
Durante la noche del 3 de marzo de 1940 se provocó un incendio intencionado en las oficinas de Norrskensflamman en Luleå. El incendio fue el mayor ataque político en Suecia del siglo XX, considerándose un ataque terrorista. Cinco personas fallecieron, entre las que se encontraban dos niños, y otras cinco personas más resultaron heridas. Las oficinas del periódico quedaron completamente destruidas. Fue llevado a cabo por Ebbe Hallberg, el capitán militar Uno Svanbom, y otros tres oficiales, así como Gunnar Hedenström, periodista del periódico rival Norrbottens-Kuriren. El ataque fue planeado en las oficinas de este periódico.
El incendio fue contrarrestado con el apoyo financiero de Andreas Lindblom, director de Skansen, y de Paul Wretlind, presidente de la sección de Estocolmo del Partido Popular Liberal.